# Українці в Чехословаччині (1918–1938)
Українське Закарпаття у 1918–1938 роках належало Чехословацькій Республіці. 

## Суспільно-політичне становище
Ще восени 1918 р. закарпатські українці долучилися до національно-визвольних процесів: вони виступали за побудову власної держави і злуку цього краю з усією Україною. Дехто намагався закликати до об'єднання з Лемко-Русинською Республікою. 21 січня 1919 р. у Хусті відбувся Всенародний конгрес повноважних представників від 175 населених пунктів Закарпатської України, який задекларував прагнення до об'єднання з Україною та національної самостійності. Рішення конгресу і дії новоутвореної Центральної Руської Народної Ради порушували плани чехословацьких політиків, тому у Празі вирішили прискорити включення Закарпаття до складу Чехословацької Республіки (ЧСР).
З 22—24 березня 1919 р. закарпатські українці (крім жителів окремих сіл Ужгородщини, Тячівщини і Рахівщини, зайнятих у січні 1919 р. чеськими і румунськими військами) на 40 днів опинилися під владою рад. 8 вересня 1919 р. Сен-Жерменський договір підтвердив юридичне входження цієї території до чехословацької держави під назвою Підкарпатська Русь.
Ще під час Першої світової війни провідні українські діячі Закарпаття досягли угоди з Томашем Масариком про автономію Закарпатської України в майбутній Чехословацькій Республіці (ЧСР). Паризька мирна конференція також передбачала надання їй повної автономії. На конференції обіцяли, що для цього краю буде створено представницький орган, який би мав законодавчі повноваження з усіх питань місцевого самоврядування. 18 листопада 1919 р. уряд ЧСР затвердив Тимчасову руську автономну Директорію Підкарпатської Русі. Однак Конституція Чехословаччини 1920 р. обмежила Положення про автономію, покликаючись на потребу в єдності держави: все закарпатське законодавство підлягало схваленню президентом, губернатора Закарпаття мав висувати теж президент. В результаті, конституційне положення про автономію втілено в життя не було, законодавчий орган ніколи не скликали, а найвища влада у краї зосереджувалася в руках присланого чехословацьким урядом на Закарпаття тимчасового адміністратора — чеха Я. Брейха. Закон ЧСР від 1920 р. уніфікував адміністративний устрій українських земель з іншими краями Чехословаччини. Нереалізоване конституційне положення про закарпатську автономію стало головним джерелом невдоволення. Інші нарікання торкалися проведення західного кордону краю, через який 150 000 русинів-українців залишилося в Словаччині, та засилля зайшлих чехів на управлінських і освітянських посадах у Закарпатті.
У 20-30 рр. ХХ ст. Чехословаччина була єдиною в Центральній Європі відносно демократичною країною. Вона окупувала Закарпаття, але незабаром її політика в цьому краї набула поміркованого характеру: хоча чужа українцям влада несла їм іноземне панування, соціальне та національне гноблення, але відбувалося це у значно пом'якшеному вигляді. В галузі освіти та культури, які до Першої світової війни жорстоко переслідувала угорська влада, сталися зміни на краще. Чехословацький уряд дозволив населенню користуватися в школах мовою на свій вибір. Швидко зростали українські культурні товариства, особливо «Просвіта», активізувалися діяльність театральних труп, хорів та видання українських книжок. Прихильники москвофільства об'єдналися в «Общество Духновича». Вони розглядали русинів як частину російського народу. Проте в культурному житті дедалі чіткіше проявлялася наявність суттєвих мовних і культурних розбіжностей між ними та росіянами. Це призвело з часом до втрати підтримки з боку місцевого населення. Існувала також мадярофільська течія «карпаторосів», яких називали «мадяронами», більшість із яких належала до греко-католицьких священиків. Вони наполягали, що «карпатороси» — окрема національність, і прагнули приєднати Закарпаття до Угорщини. Міцнішав українофільський (народовецький) табір, який опирався переважно на світську інтелігенцію — вчителів, студентів, гімназистів. Діяльність українофільських товариств було спрямовано насамперед на налагодження зв'язку із селянством. Про досягнення цієї мети свідчило розширення і зростання українських культурних організацій. Провідником цього руху був священик Августин Волошин, керівник Християнської народної партії. Українофіли створили товариство «Просвіта», скаутську організацію «Пласт», інші спілки, об'єднання, кооперативи, часописи. Народовці просували ідею єдності закарпатських українців з усім українським народом, вели боротьбу з москвофілами і мадяронами. Українські політики вимагали автономії України, але до 1938 р. чехословацька влада відмовлялася її надати.

## 1938 рік
В умовах все цинічнішого тиску гітлерівської Німеччини на залишену з нею сам на сам Чехословаччину українські діячі заявляли, що виступають за збереження Закарпаття у складі Чехословаччини, але вимагали надання йому автономії. Про це твердо заявила Руська національна рада, що виникла в жовтні 1938 р. Чехословаччина погодилась на автономію Закарпаття. Одначе перший сформований уряд Закарпаття очолив відомий прибічник орієнтації на Угорщину Андрій Бродій. Через два тижні його заарештували як угорського агента, а прем'єр-міністром закарпатського уряду став найпопулярніший у краї діяч, націлений на здобуття закарпатської державності — Августин Волошин.